# HMS Defender (D36)
La HMS Defender è stata la quinta nave della Classe Type 45 ad essere stata costruita per la Royal Navy.
È l'ottava nave con questa denominazione. La costruzione della Defender iniziò nel 2006, fu varata nel 2009. La nave ha effettuato il primo test in mare fra ottobre e novembre 2011, entrando definitivamente in servizio attivo nel marzo 2013.